# Campeonato Paraibano de Futebol de 2023 - Segunda Divisão
O Campeonato Paraibano de Futebol de 2023 da Segunda Divisão foi a 38 ª edição do torneio e corresponde à segunda divisão do futebol do estado da Paraíba, que foi disputada entre 2 de setembro e 19 de outubro de 2023. O torneio é anualmente organizado pela Federação Paraibana de Futebol (FPF) e contou com a participação de 10 clubes.
A edição teve como campeão o Atlético Cajazeirense, o qual, sobre o Pombal, conquistou o segundo título da competição. A equipe Perilima decidiu abrir mão da sua participação na edição de 2023 da 2ª divisão do campeonato paraibano, de forma que foi automaticamente rebaixada para a terceira divisão.

## Regulamento
Diferente da última edição, o certame foi disputado em quatro fases: primeira fase (fase classificatória), quartas de final, semifinal e final. Na primeira fase, os dez clubes jogam entre si em partida de ida (turno único). Ao final da fase, os dois melhores colocados se classificarão diretamente para a fase semifinal, enquanto que os 3º, 4º, 5º e 6º lugares se classificam para a fase quartas de final. Os dois últimos posicionados serão rebaixados para a Terceira Divisão em 2024.
Nas quartas de finais, os confrontos serão definidos por cruzamento olímpico (3° x 6°, 4° x 5°), onde as equipes jogarão um jogo único com a vantagem do mando de jogo  para a equipe de melhor campanha, onde as melhores equipes dos confrontos realizados avançarão para a fase semifinal.
Na fase semifinal, as quatro equipes classificadas disputarão no seguinte modelo: (1° x 3° ou 6°, 2° x 4° ou 6°) onde farão jogos de ida e volta com a vantagem do mando de jogo na volta para a equipe de melhor campanha, onde as vencedoras dos confrontos se classificarão para a final e garantirão vaga para a Primeira Divisão em 2024.
Na fase final, as equipes vencedoras dos confrontos das semifinais se enfrentarão em jogo único com mando de campo para a equipe de melhor campanha somando todas as fases, em caso de empate a decisão do título será através de cobranças de penaltis.

## Equipes participantes

### Promovidos e rebaixados
| Pos. | Rebaixados da Primeira Divisão 2022 |
| ---- | ----------------------------------- |
| 9º   | Sport-PB                            |
| 10º  | Atlético Cajazeirense               |

| Pos. | Promovido da Segunda Divisão 2022 |
| ---- | --------------------------------- |
| 1º   | Serra Branca                      |
| 2º   | Queimadense                       |

| Pos. | Rebaixados da Segunda Divisão 2022 |
| ---- | ---------------------------------- |
| 9º   | Serrano-PB                         |
| 10º  | Femar                              |

| Pos. | Promovido da Terceira Divisão 2022 |
| ---- | ---------------------------------- |
| 1º   | Pombal                             |
| 2º   | Esporte-PB                         |

### Informações das equipes
| Aumento | Equipe promovida da Terceira Divisão 2022 |
| Baixa   | Equipe rebaixada da Segunda Divisão 2022  |

## Técnicos
| Equipe                | Técnico                                                |
| --------------------- | ------------------------------------------------------ |
| Atlético Cajazeirense | Ederson Araújo (1ª—final)                              |
| Confiança             | Maizena (1ª—semifinal)                                 |
| Desportiva Guarabira  | Antonieliton Ferreira (1ª—6ª) Israel Sobreira (7ª—10ª) |
| Esporte de Patos      | Rafael Borges (1ª—semifinal)                           |
| Picuiense             | Diego Kobayashi (1ª—10ª)                               |
| Pombal                | Severino Maia (1ª—final)                               |
| Sabugy                | Hélio Amorim (1ª—3ª) Israel Sobreira (4ª—10ª)          |
| Sport Lagoa Seca      | Jânio Fialho (1ª—9ª)                                   |
| Spartax               | Wagner Carioca (1ª—10ª)                                |

## Primeira Fase
| Pos | Equipe                | Pts | J  | V | E | D | GP | GC | SG  | Classificação                          |
| --- | --------------------- | --- | -- | - | - | - | -- | -- | --- | -------------------------------------- |
| 1   | Esporte-PB            | 20  | 9  | 6 | 2 | 1 | 18 | 9  | +9  | Semifinal                              |
| 2   | Atlético Cajazeirense | 19  | 9  | 6 | 1 | 2 | 21 | 8  | +13 | Semifinal                              |
| 3   | Confiança-PB          | 18  | 9  | 6 | 0 | 3 | 22 | 13 | +9  | Quartas de final                       |
| 4   | Pombal                | 16  | 9  | 5 | 1 | 3 | 12 | 5  | +7  | Quartas de final                       |
| 5   | Spartax               | 15  | 10 | 4 | 3 | 3 | 10 | 8  | +2  | Quartas de final                       |
| 6   | Picuiense             | 14  | 9  | 4 | 2 | 3 | 13 | 12 | +1  | Quartas de final                       |
| 7   | Desportiva Guarabira  | 13  | 9  | 4 | 1 | 4 | 13 | 17 | −4  |                                        |
| 8   | Sport-PB              | 8   | 9  | 2 | 2 | 5 | 12 | 0  | +12 |                                        |
| 9   | Sabugy                | 5   | 9  | 1 | 2 | 6 | 7  | 12 | −5  | Rebaixado para a Terceira Divisão 2024 |
| 10  | Perilima              | 0   | 9  | 0 | 0 | 9 | 0  | 27 | −27 | Rebaixado para a Terceira Divisão 2024 |

## Fase final
Em itálico, as equipes que possuem o mando de campo no primeiro jogo do confronto e em negrito as equipes classificadas.
|  | Quartas de Final | Quartas de Final | Quartas de Final |  |  | Semifinais | Semifinais            | Semifinais | Semifinais | Semifinais |  |  | Final | Final                 | Final |
|  |                  |                  |                  |  |  |            |                       |            |            |            |  |  |       |                       |       |
|  |                  |                  |                  |  |  | 2º         | Atlético Cajazeirense | 3          | 5          | 8          |  |  |       |                       |       |
|  | 3º               | Confiança-PB     | 5                |  |  | 3º         | Confiança-PB          | 0          | 1          | 1          |  |  |       |                       |       |
|  | 6º               | Picuiense        | 0                |  |  |            |                       |            |            |            |  |  | 1º    | Atlético Cajazeirense | 1     |
|  |                  |                  |                  |  |  |            |                       |            |            |            |  |  | 3º    | Pombal                | 0     |
|  |                  |                  |                  |  |  | 1º         | Esporte-PB            | 3          | 0          | 3          |  |  |       |                       |       |
|  | 4º               | Pombal           | 5                |  |  | 4º         | Pombal                | 2          | 2          | 4          |  |  |       |                       |       |
|  | 5º               | Spartax          | 0                |  |  |            |                       |            |            |            |  |  |       |                       |       |

## Premiação
| Campeonato Paraibano de 2023 - Segunda Divisão |
| Campina Grande                                 |
| ---------------------------------------------- |
| Atlético Cajazeirense Campeão (2.º título)     |

## Classificação Final
| Pos | Equipe                | Pts | J  | V | E | D | GP | GC | SG  | Classificação                                         |
| --- | --------------------- | --- | -- | - | - | - | -- | -- | --- | ----------------------------------------------------- |
| 1   | Atlético Cajazeirense | 28  | 12 | 9 | 1 | 2 | 30 | 9  | +21 | Campeão e promovido para a Primeira Divisão 2024      |
| 2   | Pombal                | 22  | 13 | 7 | 1 | 5 | 21 | 9  | +12 | Vice-campeão e promovido para a Primeira Divisão 2024 |
| 3   | Esporte-PB            | 23  | 11 | 7 | 2 | 2 | 21 | 13 | +8  | Eliminados na semifinal                               |
| 4   | Confiança-PB          | 21  | 12 | 7 | 0 | 5 | 28 | 21 | +7  | Eliminados na semifinal                               |
| 5   | Spartax               | 15  | 11 | 4 | 3 | 4 | 10 | 13 | −3  | Eliminados nas quartas de final                       |
| 6   | Picuiense             | 14  | 10 | 4 | 2 | 4 | 13 | 19 | −6  | Eliminados nas quartas de final                       |
| 7   | Desportiva Guarabira  | 13  | 9  | 4 | 1 | 4 | 13 | 17 | −4  |                                                       |
| 8   | Sport-PB              | 8   | 9  | 2 | 2 | 5 | 12 | 0  | +12 |                                                       |
| 9   | Sabugy                | 5   | 9  | 1 | 2 | 6 | 7  | 12 | −5  | Rebaixado para a Terceira Divisão 2024                |
| 10  | Perilima              | 0   | 9  | 0 | 0 | 9 | 0  | 27 | −27 | Rebaixado para a Terceira Divisão 2024                |